# Teologernas memorandum
Teologernas memorandum eller Kyrka 2011: Ett nödvändigt uppbrott, på tyska Kirche 2011: Ein notwendiger Aufbruch är ett tyskt memorandum (eller upprop) för reformer av katolska kyrkan. 
Uppropet publicerades ursprungligen i Süddeutsche Zeitung 3 februari 2011 och texten krävde reformer inom sex områden.
1. Struktur för delaktighet. Lokalt beslutsfattande och återgång till den fornkyrkliga principen att lekfolket ska delta vid tillsättning av kyrkoherdar och biskopar.
2. Församling. Att ompröva församlingsstrukturen och undvika att skapa stora församlingar utan samhörighetskänsla (något som ofta sker i de tyskspråkiga länderna på grund av prästbristen). Kyrkan behöver både gifta präster och kvinnliga präster.
3. Rättskultur. Förbättrat rättsskydd. De troendes röst måste göras gällande. Uppbyggande av ett rättsligt förvaltningsystem.
4. Samvetsfrihet. Människor har själva förmåga att ta ansvar och fatta beslut, särskilt vad gäller samlevnadsformer. Kyrkans stora uppskattning av äktenskapet och av det ogifta levnadssättet ifrågasätts inte, men även andra samlevnadsformer, som par av samma kön eller skilda och omgifta, borde också beaktas.
5. Försoning. Solidaritet med syndare förutsätter att synderna i de egna leden tas på allvar (underförstått: man måste reda ut det skyddande av förövare som varit norm). Offren för sexuella övergrepp måste kunna få en rättvis hantering.
6. Gudstjänst. Liturgin måste använda samtidens erfarenheter och utnyttja den kulturella mångfalden, istället för att fastna i centralistisk likriktning och traditionalism.[3][4]

De omedelbara reaktionerna på uppropet var entusiasm i den engelska, progressiva katolska tidningen The Tablet, ett försiktigt uttalande från den tyska biskopskonferensen via dess sekreterare Hans Langendörfer, och ett kraftigt yttrande mot memorandumet av den tyske kardinalen Walter Kasper. Liksom det österrikiska Kyrkoherdeinitiativet bidrog teologernas memorandum till att lyfta upp existerande konflikter på bordet och tvinga såväl lekfolk som präster och biskopar att ta ställning. Memorandumet ledde även till att de tyska biskoparna inledde en dialogprocess med lekmännen.

## Undertecknare
Uppropet förbereddes av en grupp om 8 teologer. Bland de ursprungliga 142 undertecknarna franns teologer från Tyskland, Österrike och Schweiz däribland Michael Theobald och Albert Bleisiger vid Eberhard-Karls-Universitetet i Tübingen, Franz Trautmann och Hans Reinhard Seeliger, pensionerade teologer som Peter Hünermann, Dietmar Mieth och Friedhelm Hengsbach, professor emeritus från universitetet i Frankfurt. Vidare gamla förkämpar för kyrkoreformer som Heinrich Missalla i Essen och Friedhelm Hengsbach i Frankfurt, men också de som liksom Eberhard Schockenhoff ansetts konservativa. Bland undertecknarna finns ungefär en tredjedel av de 400 teologer på tyska universitet som på landets språk benämndes "professor".
Senare inkom fler underskrifter tills det totala antalet var 311: 240 från tyskspråkiga länder och 71 från andra länder främst Sydamerika och Europa. Bland de senare undertecknarna fanns Andrés Torres Queiruga och Jon Sobrino från Spanien, Marie-Jo Thiel från Frankrike, Gregory Baum från Kanada, Werner Jeanrond numera England (tidigare verksam i Sverige), Heinz-Josef Fabry på universitetet i Bonn och den välkände dissidentteologen Hans Küng som tyckte att formuleringarna, valda för att om möjligt leda till dialog istället för konflikt, var alltför mjuka men ändå önskade skriva under.